# Аррос негре
Арро́с не́гре (кат. arròs negre, исп. arroz negro) — валенсийское и каталонское блюдо, приготовленное из каракатицы (или кальмара) и риса, чем-то похожее на паэлью из морепродуктов. Некоторые называют это паэлья негра («черная паэлья»), хотя традиционно её не называют паэльей, но готовят её аналогичным образом.
Аррос негре не следует путать с чёрным рисом, собирательным названием нескольких сортов риса, которые имеют естественный темный цвет.
Традиционный рецепт этого блюда требует чернил головоногих, (каракатицы или кальмара), белого риса, чеснока, зелёный перец кубанель, сладкой паприки, оливкового масла и бульона из морепродуктов . Однако многие повара добавляют и другие морепродукты, такие как крабы и креветки.
Тёмный цвет блюду придают чернила кальмара, которые также усиливают вкус морепродуктов.
Помимо Валенсии и Каталонии, это блюдо популярно на Кубе и в Пуэрто-Рико, где на обоих островах оно известно как arroz con calamares («рис с кальмарами» по-испански). На Филиппинах он считается подтипом филиппинской адаптации паэльи и известен как паэлья негра. Блюда из чёрного риса с чернилами каракатицы или кальмара также готовят в Италии, Хорватии и Черногории, где они известны как «черное ризотто».
Фидеуа негра (валенс. Fideuà negra — «Чёрная лапша») — это вариант, приготовленный с лапшой вместо риса, и обычно подается с айоли.